# 내 사랑 사야님
《내 사랑 사야님》(중국어 간체자: 师爷请自重, 정체자: 師爺請自重, 병음: Shīyé qǐng zìzhòng 스예칭쯔중[*], 한자음: 사야청자중, Love is All)은 2020년 방송되었던 중국의 드라마이다.

## 줄거리
- 담령음은 혼인하라는 집안의 요구를 뿌리치고 경성으로 향한다. 남장을 한 채 이야기꾼이 된 담령음은 당비룡의 러브스토리로 경성 낭자들에게 인기를 얻는다. 그러나 이야기 속 당비룡은 실존 인물 현령 당천원의 이야기였던 것! 이 사실을 알게 된 당천원은 분노하고 설상가상으로 담령음은 남장한 사실까지 들키고 만다. 더 이상 이야기꾼으로 활동을 할 수 없게 된 담령음은 관야에서 시야를 뽑는다는 소식을 듣고 지원하게 된다

## 등장 인물
- 장뤄난 - 담령음 역
- 장하오웨이 - 당천원 역
- 마원위안 (马闻远) - 정소봉 역
- 장보자 - 주여의 역
- 리사민쯔 (李莎旻子) - 강모춘 역
- 왕수이 (王术一) - 담청진 역
- 대경요 (戴景耀) - 단풍 역
- 류쩌팅 (刘泽庭) - 주대총 역